# Bring 'em Out Live
Bring 'em Out Live è il primo album dal vivo del gruppo musicale statunitense FireHouse.
È stato registrato durante un concerto tenuto dal gruppo a Osaka, in Giappone, il 22 aprile 1999.

## Tracce
1. Intro – 1:01
2. Overnight Sensation – 3:50
3. All She Wrote – 4:37
4. Lover's Lane – 4:29
5. Hold Your Fire – 4:22
6. Dream – 4:19
7. When I Look into Your Eyes – 4:06
8. Acid Rain – 3:26
9. Bringing Me Down – 4:15
10. Don't Walk Away – 5:33
11. Love of a Lifetime – 6:05
12. Reach for the Sky – 6:09
13. I Live My Life for You – 5:02
14. Here for You – 4:28
15. Don't Treat Me Bad – 5:22

## Formazione
- C.J. Snare – voce, tastiere
- Bill Leverty – chitarre, cori
- Perry Richardson – basso, cori
- Michael Foster – batteria, percussioni, cori